# Drakaea livida
Drakaea livida là một loài thực vật có hoa trong họ Lan. Loài này được J.Drumm. mô tả khoa học đầu tiên năm 1842.